# Жуковський Григорій Юлійович
Григорій Юлійович Жуковський (нар. 14 липня 1878, Санкт-Петербург — 12 листопада 1939 Москва) — хімік-технолог, фахівець у галузі скловиробництва, доктор технічних наук, професор, член-кореспондент АН СРСР.
Закінчив у 1902 Санкт-Петербурзький університет. Був асистентом М. Курнакова у Санкт-Петербурзькому політехнічному інституті (1902—1911). З 1912 — професор Варшавського політехнічного інституту. З 1915 працював у Головному артилерійському управлінні в Петрограді (з 1915). Один з керівників (з 1916) будівництва Ізюмського заводу оптичного скла.
З 1919 був членом секції підземних багатств УАН, член хіміко-технічної секції Постійної комісії для виучування природних багатств України. У 1921—1924 на посаді професора Харківського технологічного інституту.
1928 – завідувач відділу скла НДІ силікатів (Харків). Від 1929 мешкав у Москві; очолював лабораторію скловаріння Інституту скла, водночас працював професором Всесоюзної промислової академії, Московського хіміко-технологічного інституту ім. Д. Менделєєва, Горьковського хіміко-технологічного інституту (нині Нижній Новгород, РФ), 1939 – завідувач кафедри технології силікатів Московського технологічного інституту ім. Л. Кагановича .
Дослідження присвячені фізико-хімічним властивостям оптичного скла, технологічним властивостям вогнетривких глин та каолінів. Розробив способи збагачення сировини для скляної промисловості, технологію отримання нових видів тех. скла. Вивчав подвійні сплави цезію, рубідію та літію з ртуттю, виявив у них невідомі раніше хімічні сполуки. Вважається одним із організаторів промислового виробництва оптичного скла. 
Автор праці «Производство оптических стекол» (1918).